# Maroneja

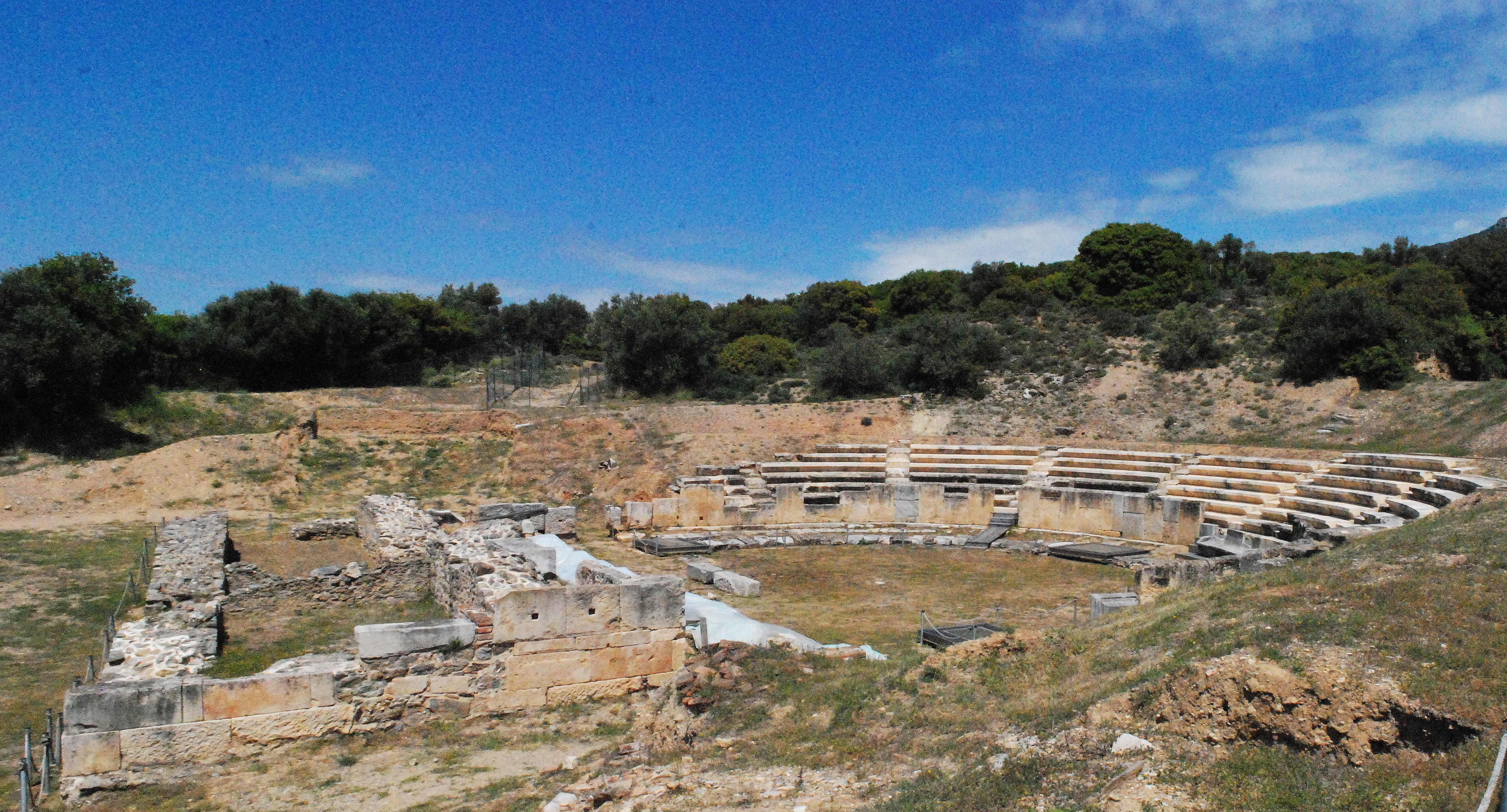
Antyczny teatr Maronei

Maroneja, Maronea (gr. Μαρώνεια Marōneja, łac. Maronia) – kolonia Chios na wybrzeżu trackim, położona na północny zachód od Mesembrii; obecnie stanowisko archeologiczne.

## Nazwa
Jej nazwa ma być pochodną od imienia mitycznego Marona, wspomnianego przez Homera w Odysei (Pieśń IX, 196-211), apollińskiego kapłana z Ismaros w krainie trackich Kikonów. Oszczędzony przez Odyseusza podczas napadu i plądrowania miasta, odwdzięczył mu się darami złota, srebra i wina użytego do spojenia Polifema. Ze względu na lingwistyczne pokrewieństwo obu toponimów, niektórzy badacze dopuszczają identyczność Maronei z pobliskim Ismaros. 

## Historia
Założenie miasta nastąpiło przed połową VII wieku p.n.e., w następnym stuleciu dostało się ono pod władzę Persów po zajęciu Tracji przez Megabazosa, a po ich ustąpieniu natychmiast przyłączyło się do Związku Delijskiego. Utrzymywało też polityczny związek z państwem trackich Odryzów, któremu być może płacono trybut. 

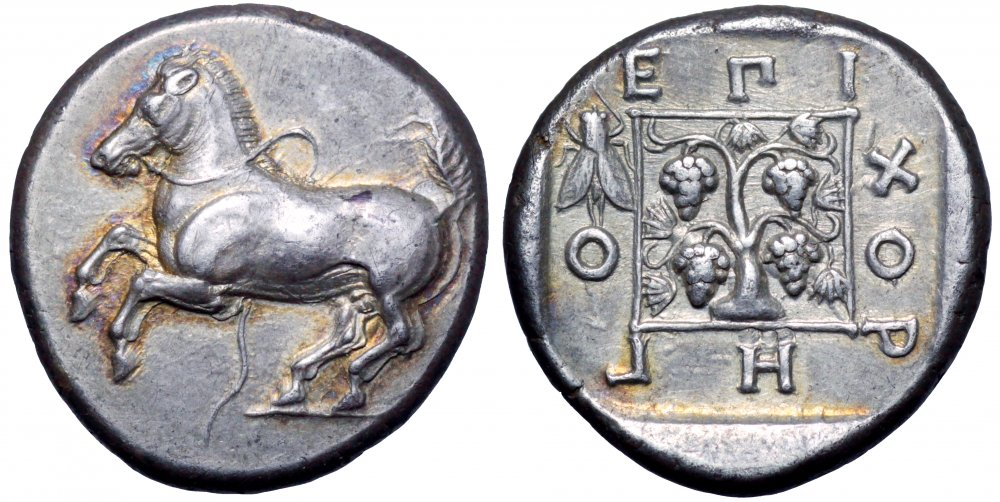
Srebrny stater Maronei

Podobnie jak jej metropolia, Maroneja słynęła z upraw winorośli i produkcji wina. Znalazła się wśród pierwszych poleis, które przystąpiły do II Związku Morskiego. Pod koniec 355 lub w 354/353 p.n.e. została zajęta przez Filipa II Macedońskiego. W okresie hellenistycznym przez pewien czas podległa władzy egipskiego Ptolemeusza III, w 200 p.n.e. została opanowana przez macedońskiego Filipa V, a następnie przez Antiocha III. Po zwycięstwie Rzymian w wojnie z Seleucydami otrzymała status civitas libera, lecz utraciła znaczenie w czasach cesarstwa.   
Od końca VI wieku p.n.e. miasto emitowało własne monety srebrne o wartości statera, tetrobola, diobola i obola, bite początkowo według systemu (stopy monetarnej) tracko-macedońskiego, potem fenickiego, perskiego, a także attyckiego. Symbolicznie umieszczano na nich wizerunek głowy szczególnie czczonego tam Dionizosa oraz kiść winogrona lub skaczącego konia.
Miasto znacznie podupadło wraz z ograniczeniem jego powierzchni dopiero w czasach bizantyjskich, nadal jednak pozostając liczącym się ośrodkiem regionu. Opuszczone zostało przypuszczalnie w XV wieku, gdy ludność nękana od strony wybrzeża muzułmańskimi najazdami szukała schronienia w głębi lądu, osiedlając się w nowopowstałej wsi Maronia.
W chrześcijańskiej organizacji kościelnej pierwotnie była to sufragania Trajanopolis, ok. 640 uznana za samodzielną archidiecezję, a w XIII wieku za metropolię. W średniowieczu poświadczeni są w niej jeszcze łacińscy biskupi (w 1317 i 1449); później przynależna do prawosławnych struktur Kościoła wschodniego. W XX wieku erygowana jako biskupstwo tytularne Kościoła rzymskokatolickiego (1925), wkrótce przekształcone w arcybiskupstwo (1929).

## Stanowisko archeologiczne

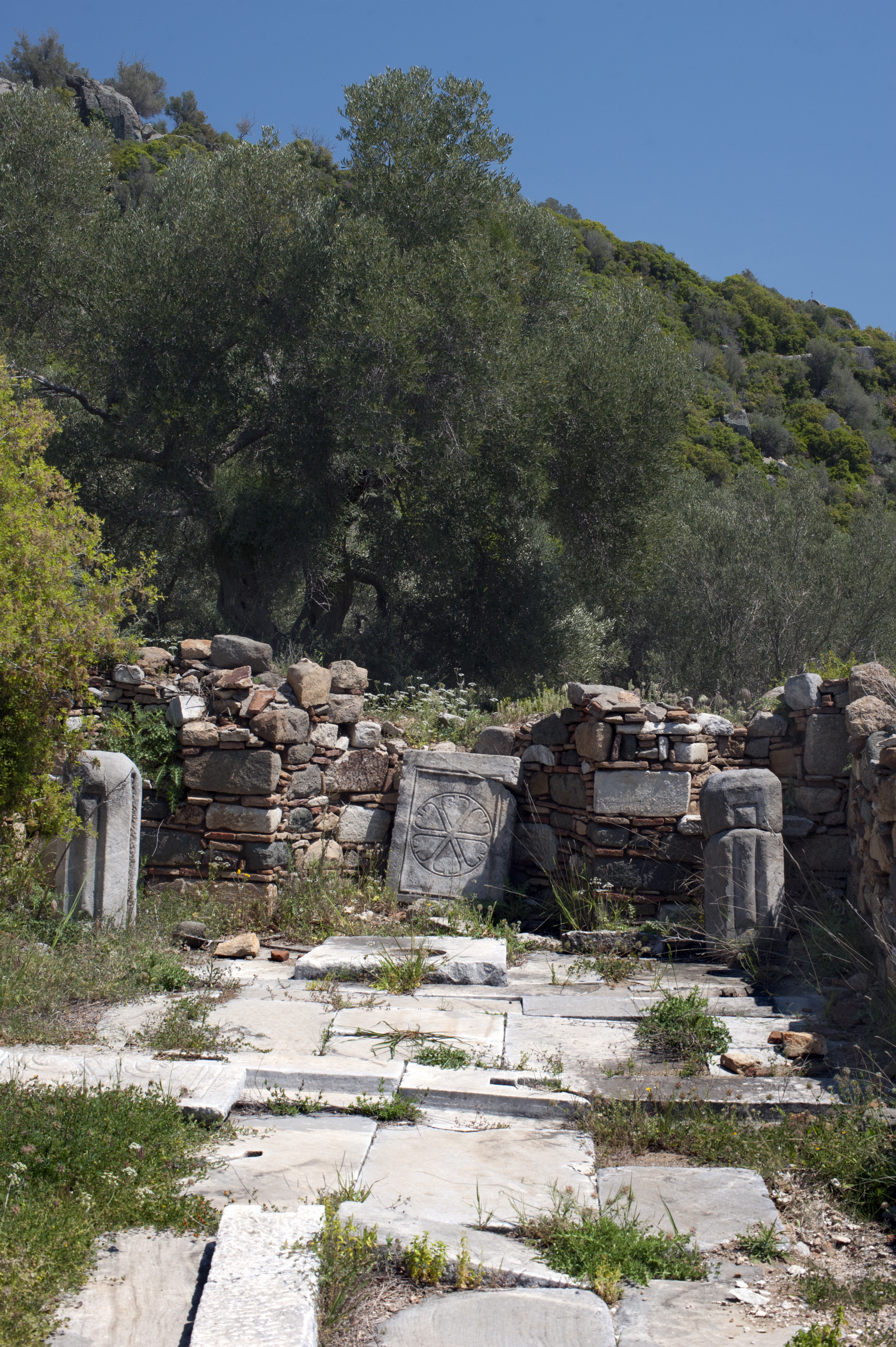
Ruiny jednej z okolicznych świątyń bizantyjskich

Badania archeologiczne odsłoniły dotąd skromną część pozostałości rozległego antycznego miasta, rozciągającego się od egejskiego wybrzeża aż po stoki górskiego masywu Ismaros. Jego ruiny, dostępne trasą autostrady E-90 dojazdem od strony Komotini, rozrzucone są na niskich wzgórzach otaczających wieś Agios Charalambos. Główne pozostałości miasta z epoki klasycznej i hellenistycznej skupiają się na wzgórzu Agios Georgios. Ze znanego w starożytności sanktuarium Dionizosa przetrwał tylko jego zarys na poziomie fundamentów. W lepszym stanie zachował się niewielki hellenistyczny teatr z III wieku p.n.e., mieszczący najwyżej 2,5 tys. widzów i gruntownie przebudowany w czasach cesarstwa rzymskiego, którego orchestrę zamienioną w arenę dla walk gladiatorów i z dzikimi zwierzętami (venatio), oddzielono chroniącym widzów wysokim ogrodzeniem. Poza nią i resztkami budynku skene odsłonięto w nim kilka rzędów siedzeń widowni (cavea). Bardziej niedostępne są okoliczne mury poligonalne archaicznej Maronei, podobnie jak ocalałe  cyklopowe konstrukcje obronne trackiego Ismaros pochodzące z XIII–XII wieku p.n.e.
Do zwiedzania udostępniono ruiny budowli teatru, resztek świątyni Dionizosa, części miejskich obwarowań oraz pozostałości prywatnych domów zdobionych mozaikami i forum z czasów rzymskich, gdzie odkryto fragment traktu wykładanego marmurowymi płytami. W okolicy zachowały się też resztki dwóch późniejszych bazylik oraz bizantyjskich umocnień i klasztorów (monasterów).